# Fundició de tipus

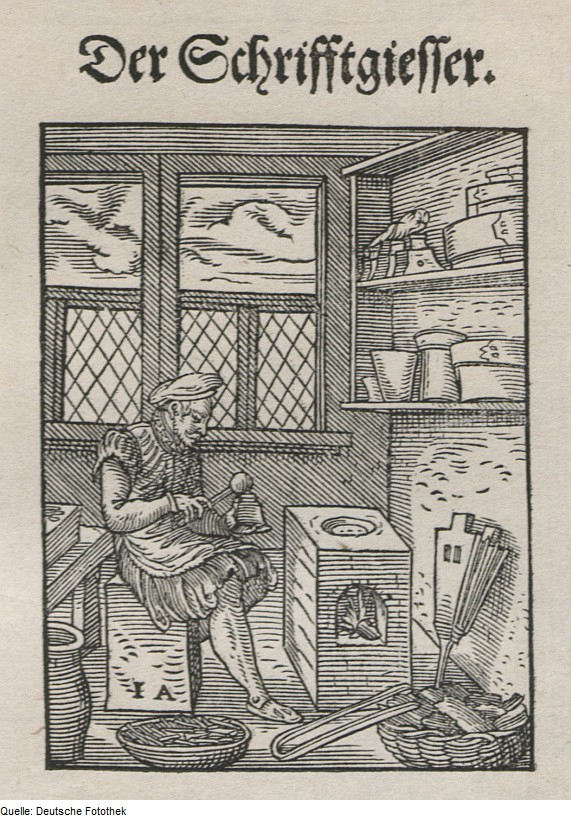
1568 il·lustració d'un fonedor de tipus alemany, abocant metall fos dins d'un motlle de mà.

La fundició de tipus era una tècnica utilitzada per fondre els caràcters d'impressió individuals (coneguts com a tipus mòbils). Es duia a terme abocant metall fos en uns motlles de llautó que tenien a la part inferior unes matrius (totals o parcials) fabricades prèviament per impacte amb punxons o altres eines.
El terme anglès " font " usat per a " tipus mòbil ", ve del francès " fonte ", que ho defineix molt bé ja que es tracta d'una "peça fosa", que es " fonia " en una " Type foundry " (foneria de tipus), i que com és evident, no guarda cap relació amb la paraula "font" emprada de forma inapropiada en català (fals amic : " font " en català en francès és "fontaine").

## Gutenberg
La invenció de la fundició eficient de metalls va ser el principal invent de Gutenberg. La impressió amb blocs mòbils de fusta es coneixia a la Xina des de feia segles, a banda d'aquest fet, Laurens Janszoon Coster i altres impressors holandesos van desenvolupar tipus mòbils abans que Gutenberg. Van ser les innovacions en la tècnica de fundició de tipus el que va fer que Gutenberg (orfebre de professió) aconseguís l'avenç comercial de la impremta. Tot i que l'ús de matrius a la fundició era una tècnica coneguda molt abans de la seva època, Johannes Gutenberg va adaptar el seu ús a un motlle de mà que, ajustat de forma adequada, permetia modelar amb facilitat i precisió instàncies múltiples de qualsevol caràcter,
El procés començava amb la col·locació a la part inferior del motlle, de la matriu amb la impressió buida del glif que es volia crear. S'ajustava a l'amplada del cos i es bloquejava quedant preparat per a la fundició. Aleshores s'abocava acuradament l'aliatge de metall fos a la cavitat vertical de costats rectes que constituïa la part superior del motlle, agitant-lo d'una forma constant per ajudar el fluid metàl·lic a penetrar en totes les cavitats de la matriu. Amb la pràctica es va descobrir que diferents glifs requeririen diferents tipus d'agitat perquè els caràcters quedessin correctament modelats. Un cop la peça fundició s'havia refredat i solidificat, es desbloquejava el motlle i es retirava el tipus mòbil, que quedava llest per a les operacions d'acabat posteriors.

## Determinació de l'autoria
La fundició manual era un procés llarg i lent, però va ser capaç de produir excel·lents resultats, molt precisos i consistents.. sent el producte final d'aquesta fundició manual el conjunt de tipus mòbils usats durant segles per a la impressió tipogràfica. Com que tots els tipus mòbils han sortit d'una lletra, d'un sol motlle, les impressions d'una mateixa lletra són idèntiques entre si (a part de petits desgasts o imperfeccions que poden diferenciar tipus mòbils d'una mateixa lletra). Aquest fet permet als investigadors, coneixent l‟autoria d‟una sola obra, determinar l‟autor d‟una altra obra, comparant els traços característics d‟una lletra determinada.

En estudiar i identificar incunables, la petjada que deixa impresa cada tipus sobre el paper (amb un traç característic) s'empra com a evidència per identificar un impressor determinat.

## Automatització
David Bruce va inventar la primera màquina automàtica de fundició de tipus el 1838, però van ser les màquines Monotype i Linotype les que primer van accelerar efectivament el procés.
El 1887, Tolbert Lanston va inventar la màquina de composició mecànica Monotype. Es tracta d'un sistema de fundició de tipus que produeix caràcters individuals utilitzant un magatzem que conté totes les matrius d'una família de lletres determinada. D'alguna manera recorda alguna cundició al buidatge del tipus de mà, cada vegada que es crearà un tipus, el mecanisme de selecció posiciona la caixa de matrius de manera que el motlle estigui sota la matriu correcta, s'injecta metall calent, es guarda el tipus generat i es repeteix el procés fins que la feina hagi acabat.
A part estan Linotype (1886) i Intertype (1914), les quals, per a la composició tipogràfica, produeix blocs que generalment contenen la línia completa en lloc de caràcters individuals, utilitzant matrius de bronze individuals guardades en un magatzem a la part superior de la màquina (dispensades a cop de teclat), després s'acoblen i són enviades al caixetí on es genera el bloc; a partir d'aquí les matrius són redistribuïdes usant un enginyós mecanisme d'alineació en forma de V.
El sistema de fundició de tipus Ludlow és similar, ja que també és un procés de composició de línies, però totes les operacions de composició tipogràfica (assemblatge de matriu i distribució posterior) són executats manualment per un componedor.
Les següents tecnologies de composició tipogràfica ja van començar a fer ús de glifs representats en negatius fotogràfics o fitxers digitals de descripció de tipus com el Postcript i el Truetype.